# Френдсвуд (Техас)
Френдсвуд (англ. Friendswood) — місто (англ. city) в США, в округах Галвестон і Гарріс штату Техас. Населення — 41 213 особи (2020).

## Географія
Френдсвуд розташований за координатами 29°30′28″ пн. ш. 95°12′2″ зх. д. / 29.50778° пн. ш. 95.20056° зх. д. (29.507701, -95.200635).  За даними Бюро перепису населення США в 2010 році місто мало площу 54,08 км², з яких 53,71 км² — суходіл та 0,37 км² — водойми.

## Демографія
Згідно з переписом 2010 року, у місті мешкало 35 805 осіб у 12 726 домогосподарствах у складі 9987 родин. Густота населення становила 662 особи/км².  Було 13254 помешкання (245/км²).
Расовий склад населення:
| - 86,6 % — білих - 4,8 % — азіатів - 3,4 % — чорних або афроамериканців - 0,4 % — корінних американців - 0,1 % — вихідців з тихоокеанських островів - 2,6 % — осіб інших рас |

До двох чи більше рас належало 2,0 %. Частка іспаномовних становила 12,5 % від усіх жителів.
За віковим діапазоном населення розподілялося таким чином: 27,5 % — особи молодші 18 років, 60,8 % — особи у віці 18—64 років, 11,7 % — особи у віці 65 років та старші. Медіана віку мешканця становила 40,2 року. На 100 осіб жіночої статі у місті припадало 94,1 чоловіків;  на 100 жінок у віці від 18 років та старших — 91,0 чоловіків також старших 18 років.
Середній дохід на одне домашнє господарство  становив 122 309 доларів США (медіана — 91 458), а середній дохід на одну сім'ю — 139 290 доларів (медіана — 110 900). Медіана доходів становила 87 610 доларів для чоловіків та 51 233 долари для жінок. За межею бідності перебувало 5,7 % осіб, у тому числі 7,5 % дітей у віці до 18 років та 5,2 % осіб у віці 65 років та старших.
Цивільне працевлаштоване населення становило 18 005 осіб. Основні галузі зайнятості: освіта, охорона здоров'я та соціальна допомога — 22,8 %, виробництво — 14,5 %, науковці, спеціалісти, менеджери — 12,6 %.